# Sechstagerennen von Charleroi
Das Sechstagerennen von Charleroi war ein Wettbewerb im Bahnradsport in der belgischen Stadt Charleroi. Das Sechstagerennen wurde 1967 zum ersten Mal veranstaltet und fand bis 1969 statt, es hatte drei Ausgaben.

## Palmarès
| Jahr | Sieger                           |
| ---- | -------------------------------- |
| 1967 | Ferdinand Bracke – Patrick Sercu |
| 1968 | Ferdinand Bracke – Eddy Merckx   |
| 1969 | Patrick Sercu – Norbert Seeuws   |